# Catherine Gentilcore
Pour les articles homonymes, voir Gentilcore.
Catherine Gentilcore, née le 19 octobre 1985 à Repentigny, Québec, est une gestionnaire et femme politique québécoise.
Présidente du Parti québécois d'octobre 2023 à mars 2025, elle est députée de Terrebonne pour ce parti depuis l'élection partielle du 17 mars 2025.

## Biographie
Catherine Gentilcore est titulaire d'un baccalauréat en chant classique. Elle suit également des formations d'études supérieures en journalisme à l'Université de Montréal et en communication marketing à HEC Montréal. Catherine Gentilcore est directrice marketing du quotidien montréalais Le Devoir, de l'Opéra de Montréal et de C2 Montréal, avant d'assumer le poste de présidente-directrice générale de Numana, une entreprise œuvrant dans le domaine des technologies numériques.
Elle devient vice-présidente du Conseil exécutif national du Parti québécois en décembre 2021 et est élue présidente de la formation politique en octobre 2023. Le 28 novembre 2024, le Parti québécois annonce que Catherine Gentilcore sera la candidate du parti à l'élection partielle à venir dans la circonscription de Terrebonne.

## Carrière politique
Le 20 mars 2024, Catherine Gentilcore demande au directeur général des élections du Québec d'enquêter sur la conformité à la loi de certains dons d'élus et d'administrateurs municipaux à la Coalition avenir Québec, la formation politique formant le gouvernement.
À la suite de la démission de Pierre Fitzgibbon, elle est investie par le Parti québécois dans Terrebonne. Elle est élue députée pour le Parti québécois à l'Assemblée nationale du Québec lors de l'élection partielle du 17 mars 2025 et devient la cinquième membre, et première femme, du caucus du parti depuis 2022.

### Résultats électoraux
|                                                                                               | Nom                    | Parti            | Nombre de voix | %      | Maj.  |
| --------------------------------------------------------------------------------------------- | ---------------------- | ---------------- | -------------- | ------ | ----- |
|                                                                                               | Catherine Gentilcore   | Parti québécois  | 11 935         | 52,8 % | 5 427 |
|                                                                                               | Alex Gagné             | Coalition avenir | 6 508          | 28,8 % | -     |
|                                                                                               | Virginie Bouchard      | Libéral          | 1 848          | 8,2 %  | -     |
|                                                                                               | Nadia Poirier          | Québec solidaire | 1 029          | 4,5 %  | -     |
|                                                                                               | Ange Claude Bigilimana | Conservateur     | 845            | 3,7 %  | -     |
|                                                                                               | Benoit Beauchamp       | Climat Québec    | 169            | 0,7 %  | -     |
|                                                                                               | Jean-Louis Thémis      | Parti culinaire  | 145            | 0,6 %  | -     |
|                                                                                               | Eric Bernier           | Union nationale  | 95             | 0,4 %  | -     |
|                                                                                               | Shawn Lalande McLean   | Accès propriété  | 48             | 0,2 %  | -     |
| Total                                                                                         | Total                  | Total            | 22 622         | 100 %  |       |
| Le taux de participation lors de l'élection était de 37,3 % et 293 bulletins ont été rejetés. |                        |                  |                |        |       |

## Liens utiles
- Hugo Pilon-Larose, "Une nouvelle génération aux commandes", La Presse, 25 janvier 2023.
- Patrice Bergeron, "Le Parti québécois cherche déjà des candidates pour les élections générales de 2026", Le Soleil [La Presse Canadienne], 28 octobre 2023.
- Alexandre Duval, "Les nouveaux apôtres du Parti québécois", Radio-Canada, 17 janvier 2024.